# Dobry doradca
Dobry doradca (port. Leal Conselheiro) – zbiór zapisków na tematy moralne i społeczne autorstwa portugalskiego króla Edwarda I, zebranych w latach 1437–1438. Inicjatorką powstania dzieła miała być królewska małżonka, Eleonora Aragońska.
Utwór zawiera liczne pierwiastki autobiograficzne i obrazki z życia dworu królewskiego. Znaczna część dzieła poświęcona jest tematyce moralnej – omówieniu ludzkich wad, grzechów głównych i cnót kardynalnych i teologicznych oraz podkreśleniu roli, jaką silna wola odgrywa w przezwyciężaniu słabości. Wykazuje postawę racjonalistyczną, wynikającą z doświadczenia (experiência das coisas) i podkreśla wolną wolę człowieka i możliwość kształtowania przez niego własnego losu; z postawy racjonalistycznej wyłącza jedynie sprawy wiary katolickiej, w którą należy ufać, nawet jeśli niektórych jej elementów nie można objąć rozumem. Monarcha krytykuje również przejawiane przez dworzan zamiłowanie do zbytku. Część utworu zajmują również rozważania na temat neurastenii, na którą Edward I cierpiał przez 3 lata z powodu stresu związanego z panującą w Lizbonie zarazą oraz częściowym objęciem rządów podczas wyprawy wojennej ojca. Opisane przez monarchę objawy i sposoby leczenia choroby pokrywają się w dużej części z ustaleniami współczesnej medycyny. Porusza też temat portugalskiej tęsknoty – saudade i dzieli ją na pogodną (związaną ze wspomnieniem szczęścia w chwilach trudnych) oraz smutną (związaną ze wspominaniem czegoś, do czego chciałoby się wrócić, a co zostało utracone bezpowrotnie). Pojawiają się też refleksje dotyczące sprawiedliwej wojny oraz życia rodzinnego, a ponadto wiele wskazówek praktycznych, dotyczących m.in. dbałości o zdrowy żołądek, tłumaczenia tekstów łacińskich, lektury oraz określania czasu. 
Utwór napisany jest z dużym talentem literackim. Zawiera liczne terminy abstrakcyjne; autor czyni też próby wzbogacenia portugalskiego języka literackiego, poprzez stosowanie neologizmów (wiele z nich nadal funkcjonuje w języku i synonimów.